# Abborrskär (Kumlinge, Åland)
Abborrskär är en holme i Kumlinge kommun på Åland (Finland). Den ligger i Skärgårdshavet och i kommunen Kumlinge i landskapet Åland, i den sydvästra delen av landet. Ön ligger omkring 52 kilometer öster om Mariehamn och omkring 230 kilometer väster om Helsingfors. Den ligger i den södra delen av kommunen, gränsen mot Sottunga kommun går bara 400 meter åt sydost. Öns area är 5,4 hektar och dess största längd är 360 meter i nord-sydlig riktning.
Abborrskär har Västra Vidskär i nordväst och Hästskär i sydväst. I söder och öster breder Skiftet ut sig. Abborrskär är obebyggd. Närmaste bebyggelse finns på Hästskär cirka 2 km åt sydväst. Terrängen på Abborrskär är platt och består av klipphällar med gräs och ljung. I mitten av ön finns ett bestånd av låga lövträd.